# Nils Hønsvald

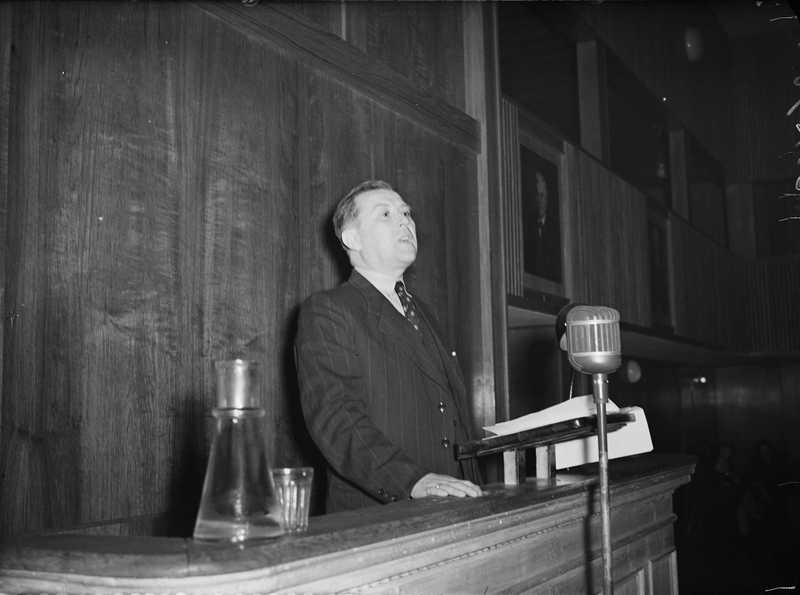
Nils Hønsvald (Foto von Leif Ørnelund, 19. April 1948)

Nils Hønsvald (* 4. Dezember 1899 in Horten, Vestfold; † 24. November 1971 in Sarpsborg, Østfold) war ein norwegischer Politiker der Arbeiderpartiet, der unter anderem zwischen 1948 und 1950 Versorgungsminister war. Er war ferner 1958 sowie erneut 1963 Präsident des Nordischen Rates.

## Leben

### Journalist, Abgeordneter und Versorgungsminister
Nils Hønsvald, Sohn des Landwirts und Walfängers Hartvig Nielsen Hovland und Laura Olsdatter, absolvierte nach dem Schulbesuch zwischen 1915 und 1919 eine Büroausbildung in einer Reeder- und Anwaltskanzlei. Nachdem er zwischenzeitlich von 1916 bis 1917 die Kommunale Handelsschule in Sandefjord besuchte, war er von 1919 bis 1921 als Journalist in Sandefjord und Larvik tätig. Er arbeitete von 1922 bis 1924 als Redakteur in Sarpsborg und begann in dieser Zeit auch sein politisches Engagement für die Arbeidernes Ungdomsfylking (AUF), die Jugendorganisation der Arbeiterpartei (Arbeiderpartiet). Er war zwischen 1925 und 1928 Vorsitzender der AUF in Østfold und wurde 1925 Redakteur für Hamar des Arbeiderbladet sowie danach zwischen 1927 und 1929 Redakteur des Arbeiderbladet in Østfold. Während dieser Zeit wurde er 1928 Sekretär der Arbeiterpartei von Sarpsborg und hatte diese Funktion bis 1945 inne. 1929 übernahm er den Posten als Redakteur des Arbeiderbladet in Sarpsborg und übte diese Tätigkeit 40 Jahre lang bis 1969 aus. Er wurde 1931 erstmals Mitglied des Stadtrates von Sarpsborg und gehörte diesem 1934 an. Er war von 1932 bis 1945 Vorsitzender des Verwaltungsrates des Krankenhauses von Sarpsborg und gehörte dem Präsidium des Stadtrates von 1934 bis 1947 an.
Am 8. Oktober 1945 wurde Hønsvald für die Arbeiterpartei erstmals Mitglied des Storting und vertrat dort nach seiner Wiederwahl am 10. Oktober 1949 bis zum 12. Oktober 1953 zunächst den Wahlkreis Kjøpstedene i Østfold. Zu Beginn seiner Parlamentszugehörigkeit war er Mitglied verschiedener Parlamentsausschüsse sowie zwischen 1946 und 1949 Vorstandsvorsitzender der Nationalen Versicherungsverwaltung (Rikstrygdeverket). In der Kommunalpolitik war er von 1947 bis 1967 abermals Mitglied des Präsidiums des Stadtrates von Sarpsborg. Am 10. Januar 1948 übernahm er als Nachfolger von Oscar Torp in der zweiten Regierung Gerhardsen das Amt als Versorgungsminister (Statsråd, Forsyningsdepartementet) und bekleidete dieses bis zur Auflösung des Ministeriums am 14. September 1950.

### Fraktionsvorsitzender und Präsident des Nordischen Rates
Nach seinem Ausscheiden aus der Regierung war er zwischen dem 11. Januar 1952 und dem 22. Januar 1955 stellvertretender Vorsitzender sowie danach vom 22. Januar 1955 bis zum 30. September 1961 Vorsitzender der Fraktion der Arbeiderpartiet im Storting. Seine Amtsführung als Fraktionsvorsitzender erhielt die nach ihm benannte Bezeichnung Hønsvaldske-Parlamentarismus, der in der Zeit mit einer Mehrheit der Arbeiterpartei in der Storting verwendet wurde. Der Begriff bezieht sich auf insbesondere eine Episode im Jahr 1959, als einige der Minister im Zusammenhang mit dem Verkauf von Munition an Kuba kritisiert wurden. Obwohl die Regierung der Kritik zustimmte, ließ es Hønsvald nicht zu, dass ein Misstrauensantrag angenommen wurde, solange die Arbeiterpartei eine Mehrheit hatte. Wenn die Partei die Minister ersetzen wollte, müsste dies nach seiner Auffassung auf andere Weise geschehen. Die Erklärung war Ausdruck des mangelnden Einflusses von Storting auf politische Entscheidungen.
1954 wurde er im Wahlkreis Østfold für die Arbeiderpartiet erneut zum Mitglied des Storting und vertrat diesen Wahlkreis nach seinen Wiederwahlen 1958, 11. September 1961 und 13. September 1965 bis 1969. Er war zwischen dem 1. Januar und dem 31. Januar 1958 erstmals Präsident des Nordischen Rates. Während dieser Zeit war er zwischen dem 8. Mai 1958 und dem 30. September 1961 Vizepräsident des Storting. Am 6. Oktober 1961 wurde er Präsident des Lagting, der kleineren Kammer des Storting, und behielt diese Funktion bis zum 30. September 1965. Er war vom 1. Januar bis zum 31. Dezember 1963 abermals Präsident des Nordischen Rates.
Zuletzt fungierte er zwischen dem 8. Oktober 1965 und dem 30. September 1969 als Präsident des Odelsting, der größeren Kammer des Storting und der 3/4 der Mitglieder des Storting angehörten. Zugleich war er von 15. Oktober 1965 bis zum 30. September 1967 Vorsitzender des Militärausschusses (Militærkomiteen) sowie anschließend zwischen dem 1. Oktober 1967 und dem 30. September 1969 Vorsitzender des Verteidigungsausschusses (Valgkomiteen) und zugleich vom 20. Oktober 1967 bis zum 30. September 1969 stellvertretender Vorsitzender des Wahlausschusses (Forsvarskomiteen). Als Vertreter des Storting war er zudem mehrmals Mitglied der Versammlung des Nordischen Rates, der Delegation bei der Interparlamentarischen Union (IPU) sowie der Parlamentarischen Versammlung der NATO. Des Weiteren war er von 1965 bis 1969 Vorsitzender des Ausschusses für Østlandet, eine der fünf Landesteile Norwegens.

## Veröffentlichungen
- 1918–1943. Sarpsborg kooperative byggeselskap 25 år. Noen betraktninger omkring boligspørsmålet, Sarpsborg 1943
- Oskar Torp, Oslo 1959